# Havin' a Bad Day
Havin' a Bad Day è il primo album di Dweezil Zappa, uscito nel 1986 per la Barking Pumpkin Records.
È stato prodotto da Frank Zappa e Bob Stone.

## Tracce
1. Havin' a Bad Day
2. Blonde Hair, Brown Nose
3. You Can't Ruin Me
4. The Pirate Song
5. You Can't Imagine
6. Let's Talk About It
7. Electric Hoedown
8. I Want a Yacht
9. I Feel Like I Wanna Cry